# 聯合國安全理事會第725號決議
联合国安全理事会第725号决议，于1991年12月31日由各成员国一致通过，就西撒哈拉局势表示密切关注。
决议回顾了第621、第658和第690号决议，注意到秘书长关于西撒哈拉局势的报告，安理会对他的报告表示赞成，支持他对西撒哈拉局势的建议。
决议呼吁摩洛哥和波利萨里奥阵线在秘书长协商下合作解决西撒哈拉问题。
该决议指出，在之前安理会的决议的执行进展非常缓慢，特别是关于组织公投的计划。双方都承认在计划中存在一些分歧，但一个非正式的停火协议成功阻止了紧张局势的扩大。它还指出，联合国驻西撒哈拉特派团主持的全民投票已经显著平息了紧张的局势，会就问题的解决进行下一步磋商。
这也是俄罗斯联邦第一次作为安理会常任理事国的投票决议。